# Jerzy Rakowski (generał)

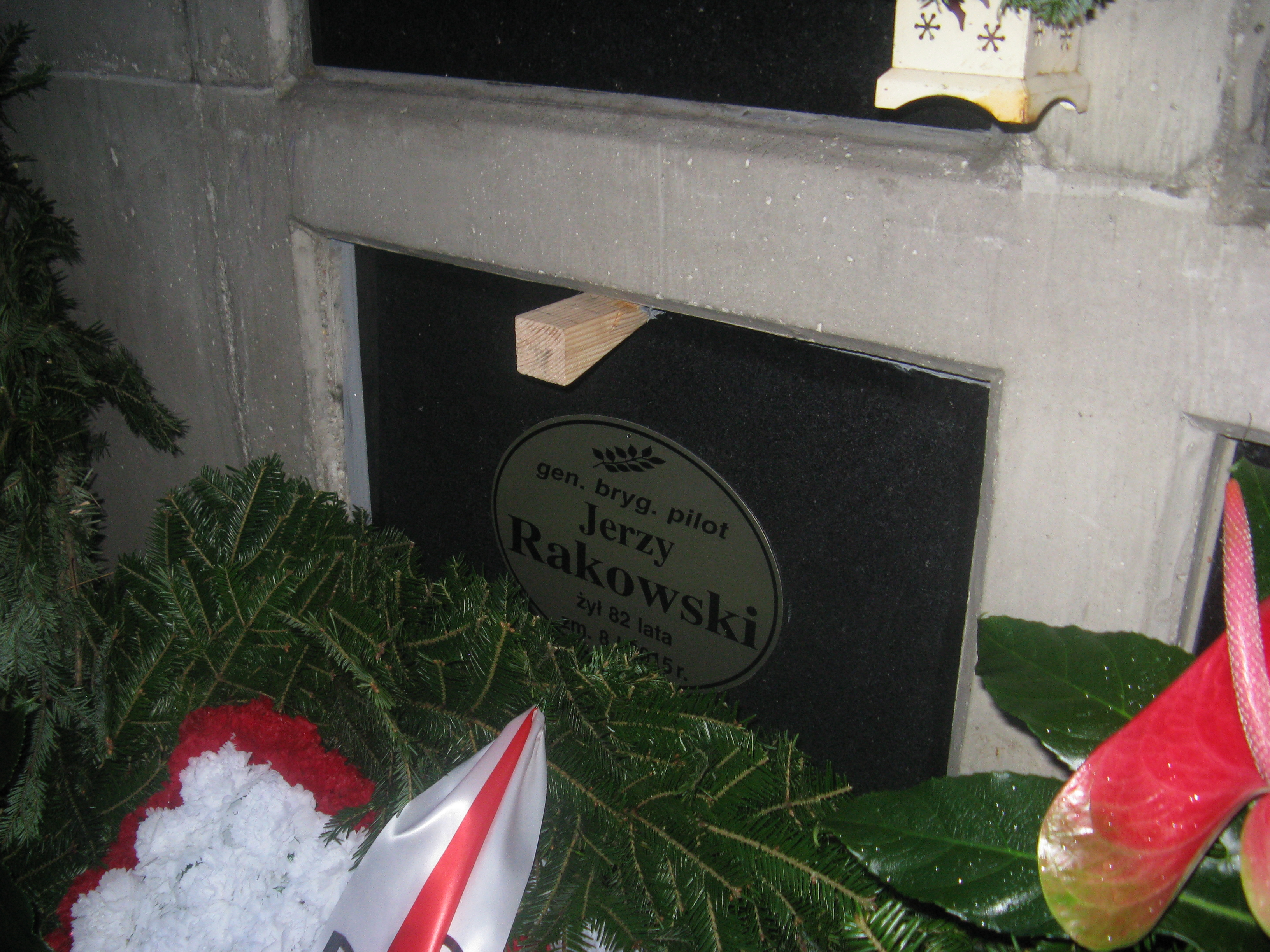
Grób Jerzego Rakowskiegop na Cmentarzu Wojskowym na Powązkach

Jerzy Rakowski (ur. 12 lutego 1932 w Michałowie, zm. 8 stycznia 2015 w Warszawie) – generał brygady pilot LWP.

## Życiorys
Do 1945 skończył 6 klas szkoły podstawowej w Kłomnicach, w 1950 skończył liceum w Radomsku. W 1948 odbył kurs szybowcowy w Fordonie. We wrześniu 1950 zgłosił się na ochotnika do służby w ludowym Wojsku Polskim. W październiku 1950 został podchorążym Oficerskiej Szkoły Lotniczej w Dęblinie. Szkołę ukończył w lipcu 1951 i został promowany na pierwszy wówczas stopień oficerski - chorążego przez dowódcę Wojsk Lotniczych gen. broni Iwana Turkiela. Po promocji pozostał w szkole na stanowisku pilota-istruktora w 6 eskadrze szkolnej. W styczniu 1953 został pilotem - instruktorem w 1 eskadrze szkolnej Oficerskiej Szkoły Lotniczej nr 5 w Radomiu. Od kwietnia 1954 był dowódcą klucza eskadry szkolnej. Od sierpnia 1954 do marca 1959 był słuchaczem Wojskowej Akademii Lotniczej w Monino (ZSRR). Po ukończeniu studiów został dowódcą klucza w 31 Pułku Szkolno-Bojowym Oficerskiej Szkoły Lotniczej im. Żwirki i Wigury w Łasku. Od sierpnia 1960 był pomocnikiem dowódcy pułku do spraw szkolenia taktycznego, a od grudnia 1960 do maja 1963 zastępcą dowódcy tego pułku ds. liniowych, od 1962 w stopniu majora.  
Od czerwca 1963 służył w Oddziału Szkolenia Lotniczego  Szefostwa Lotnictwa Dowództwa Wojsk Obrony Powietrznej Kraju, gdzie był kolejno starszym pomocnikiem szefa wydziału szkolenia personelu latającego (1963-1964), starszym pomocnikiem szefa Wydziału Zastosowania Bojowego (1964-1967) i szefem Wydziału Zastosowania Bojowego (1967-1969). W 1964 ukończył kurs kwalifikacyjny na samolot MiG-21 w Centrum Szkolenia Lotniczego w Modlinie. Od marca 1969 do grudnia 1970 dowódca 34 Pułku Lotnictwa Myśliwskiego OPK w Gdyni-Babich Dołach, 1970-1971 ponownie w dowództwie Wojsk OPK, gdzie był szefem Oddziału Szkolenia Lotniczego w Szefostwie Lotnictwa OPK. Od sierpnia 1971 do sierpnia 1973 studiował w Wojskowej Akademii Sztabu Generalnego Sił Zbrojnych ZSRR im. K. Woroszyłowa w Moskwie. Od sierpnia 1973 do sierpnia 1977 szef sztabu, a od sierpnia 1977 do lutego 1979 dowódca 2 Korpusu Obrony Powietrznej Kraju w Bydgoszczy (w sierpniu 1978 zatwierdzony na stanowisku). 
5 października 1978 na mocy uchwały Rady Państwa PRL mianowany na stopień generała brygady; nominację wręczył mu w Belwederze przewodniczący Rady Państwa prof. Henryk Jabłoński. Od lutego do listopada 1979 pełnił obowiązki szefa sztabu i zastępcy dowódcy Wojsk Lotniczych w Poznaniu. Od listopada 1979 przebywał w dyspozycji ministra obrony narodowej. Od lipca 1980 do czerwca 1982 szef Oddziału Lotnictwa i OPK - zastępca szefa Zarządu I Operacyjnego Sztabu Generalnego WP. Od lipca 1982 do sierpnia 1983 był dyrektorem Centralnego Zarządu Lotnictwa Cywilnego w Ministerstwie Komunikacji. Od sierpnia 1983 ponownie w dyspozycji MON. 7 czerwca 1984 na własną prośbę zwolniony z zawodowej służby wojskowej i przeniesiony do rezerwy, a  następnie w stan spoczynku.
W stanie spoczynku był członkiem Klubu Generałów Wojska Polskiego i członkiem Oddziału Warszawsko – Mazowieckiego Stowarzyszenia Seniorów Lotnictwa Wojskowego RP.
Pochowany 19 stycznia 2015 na Wojskowych Powązkach w Warszawie.
Był pilotem wojskowym I klasy. Łącznie spędził w powietrzu około 3600 godzin. Latał na samolotach UT-2, Jak-9, MiG-15, Lim-1, Lim-2 i MiG-21. W 1964 wspólnie z majorem Władysławem Pieniążkiem opracował program korekcyjny szkolenia wojsk OPK, którego opracowanie wiązało się z wyposażeniem wojsk w zestawy przeciwlotniczych rakiet kierowanych. Dowodzone przez niego jednostki - 34 pułk lotnictwa myśliwskiego OPK w 1970, a 2 Korpus Obrony Powietrznej Kraju w 1978 - zostały wyróżnione w dyrektywach szkoleniowych MON.

## Awanse
- chorąży pilot - lipiec 1951
- podporucznik - sierpień 1952
- porucznik - październik 1954
- kapitan - październik 1957
- major - wrzesień 1962
- podpułkownik - październik 1966
- pułkownik - październik 1971
- generał brygady - październik 1978

## Odznaczenia
- Krzyż Kawalerski Orderu Odrodzenia Polski (1973)
- Złoty Krzyż Zasługi (1967)
- Medal 30-lecia Polski Ludowej
- Złoty, Srebrny i Brązowy Medal „Siły Zbrojne w Służbie Ojczyzny”
- Złoty, Srebrny i Brązowy Medal „Za zasługi dla obronności kraju”

I inne.

## Życie prywatne
Syn Józefa (1907-1987) i Weroniki z domu Kluska (1911-1991). Mieszkał w Warszawie. Od 1957 żonaty z Ełłą Mariewą, jedna córka.